# Jessica Barboza
Jessica Cristina Barboza Schmidt (Maracaibo, 14 agosto 1987) è una modella venezuelana, detentrice del titolo di Miss Terra Venezuela 2009 e Miss International Venezuela 2010.

## Biografia
Laureatasi in giurisprudenza, nel 2009 Jessica Barboza ha vinto il titolo di Miss Terra Venezuela, in un concorso tenutosi sull'isola Margarita il 12 giugno 2009. Come rappresentante ufficiale del Venezuela, la modella partecipa a Miss Terra 2009 a Boracay, nelle Filippine il 22 novembre 2009, dove viene incoronata Miss Terra Acqua (3ª classificata)..
Il 28 ottobre 2010 Jessica Barboza ha rappresentato Distrito Capital in occasione del concorso di bellezza nazionale Miss Venezuela, dove ha ottenuto il titolo di Miss Venezuela International. Grazie alla vittoria del titolo, la modella rappresenterà la propria nazione a Miss International 2011, che si terrà in Cina nell'ottobre 2011.